# Las minas del rey Salomón
Las minas del rey Salomón (título original en inglés: King Solomon's Mines) es una novela del escritor victoriano de aventuras y fábulas, Henry Rider Haggard, publicada el 30 de septiembre de 1885. Relata una historia de aventuras en una región inexplorada de África, realizada por un grupo de aventureros liderados por Allan Quatermain en la busca de un hermano de uno de estos exploradores. La importancia de la obra radica en que fue la primera novela de ficción de aventuras situada en África en inglés, y es considerada como la génesis del género literario sobre mundos perdidos.

## Personajes
- Allan Quatermain
- Sir Henry Curtis
- Capitán John Good
- Umbopa, más tarde se revela que su verdadero nombre es Ignosi

## Antecedentes
El libro fue escrito en el invierno de 1882 y su creación le tomó seis semanas según lo narrado por el mismo H. Rider Haggard en sus memorias The Days of My Life, y fue publicado por primera vez en septiembre de 1885 junto con una gran campaña publicitaria, con vallas y carteles en Londres que anunciaban «el libro más asombroso jamás escrito». Se convirtió en un superventas de inmediato. A finales del siglo XIX, los exploradores occidentales habían ido descubriendo las huellas de antiguas civilizaciones en todo el mundo, como el valle de los Reyes de Egipto, y el imperio Asirio en Oriente Medio. El interior de África seguía estando en gran parte inexplorado y Las minas del rey Salomón, la primera novela de aventuras africanas publicada en Inglés, cautivó la imaginación del público.
El Salomón del título del libro es el rey bíblico renombrado tanto por su sabiduría como por su riqueza. Un cierto número de lugares habían sido identificados como la ubicación de las minas de Salomón, incluyendo las explotaciones en el valle de Timna cerca de Eilat, y muchos lugares de ficción. Investigaciones posteriores han demostrado que el sitio en Timna no estaba en uso durante el siglo X a. C.
Haggard conocía África y había viajado por el continente como funcionario del gobierno colonial británico entre los años 1875 y 1880, durante la guerra anglo-zulú y la primera guerra bóer, donde había quedado impresionado por las vastas riquezas minerales de África del Sur y por las ruinas de antiguas ciudades perdidas al descubierto, como Gran Zimbabue.
El personaje original de Allan Quatermain se basó en gran parte en Frederick Courtney Selous, un famoso explorador y gran cazador británico del África colonial. Las experiencias de la vida real de Selous ofrecieron a Haggard el trasfondo y la inspiración para esta y muchas más historias.

## Argumento

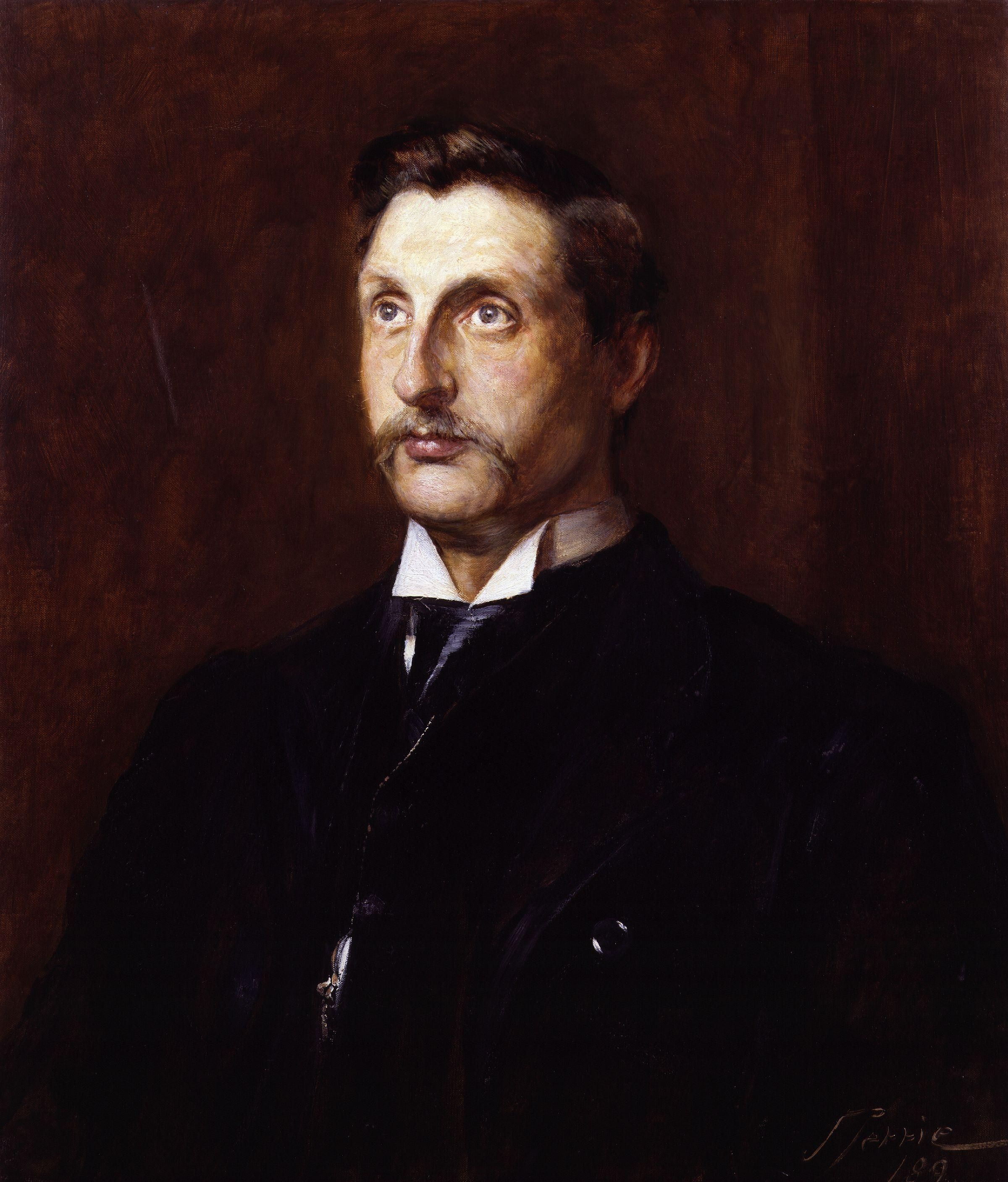
Sir Henry Rider Haggard.

El inglés Henry Curtis está decidido a ir en busca de su hermano George, desaparecido en una expedición en África, cuyo objetivo era encontrar los legendarios tesoros del rey Salomón. Para ello, Curtis recluta al conocido explorador y cazador Allan Quatermain y a la búsqueda se une el retirado capitán de marina John Good, ya que sus conocimientos de navegación serán útiles en el desierto. También se une el misterioso nativo africano Umbopa, apuesto y bien hablado, como siervo y guía, ya que conoce la zona y muestra gran interés en unirse a la expedición. En su camino encontrarán dificultades como el ataque de un elefante, herido en una cacería, o el peligro de la falta de agua en el inmenso desierto. Al llegar a la cordillera de Solimán, son atacados por una tribu gobernada por el tiránico rey Twala que tiene de asesora a una bruja, sin embargo los "tubos que matan" (escopetas), logran salvarlos y son conducidos ante el Rey.
Entonces se revela que el verdadero rey es Umbopa (cuyo verdadero nombre es Ignosi) que, siendo un niño, perdió a su padre, asesinado por su malvado tío paterno, y fue desterrado junto con su madre. Ignosi inmediatamente empieza a reclutar a todos los que son fieles a él, lo que provoca una guerra civil en la que mueren cientos de nativos y Twala acaba siendo asesinado.
La bruja conduce a los tres ingleses a las minas, donde los traiciona y los encierra en la cámara del tesoro. Sin embargo, logran escapar y con la ayuda de Ignosi regresan a Sudáfrica. En el camino de vuelta encuentran a George, el hermano perdido de Henry, que a pesar de una herida en una pierna está sano y salvo.
El tesoro del rey Salomón es dividido en tres partes a repartir entre Allan, Good y Henry, que acaba cediendo la suya a George.

## Legado
El éxito de la novela permitió a Haggard crear una saga de novelas que continuó en Allan Quatermain, e incluso unirla con otra de sus grandes creaciones: Ella y Allan. El personaje de Allan Quatermain es uno de los usados en la Familia Wold Newton.

## Adaptaciones en otros medios

### Cine
- Las minas del rey Salomón (1937), producción británica. Dirección Robert Stevenson, con Paul Robeson como Umbopa, Cedric Hardwicke como Allan Quatermain, Kathy O'Brian como Anna Lee.

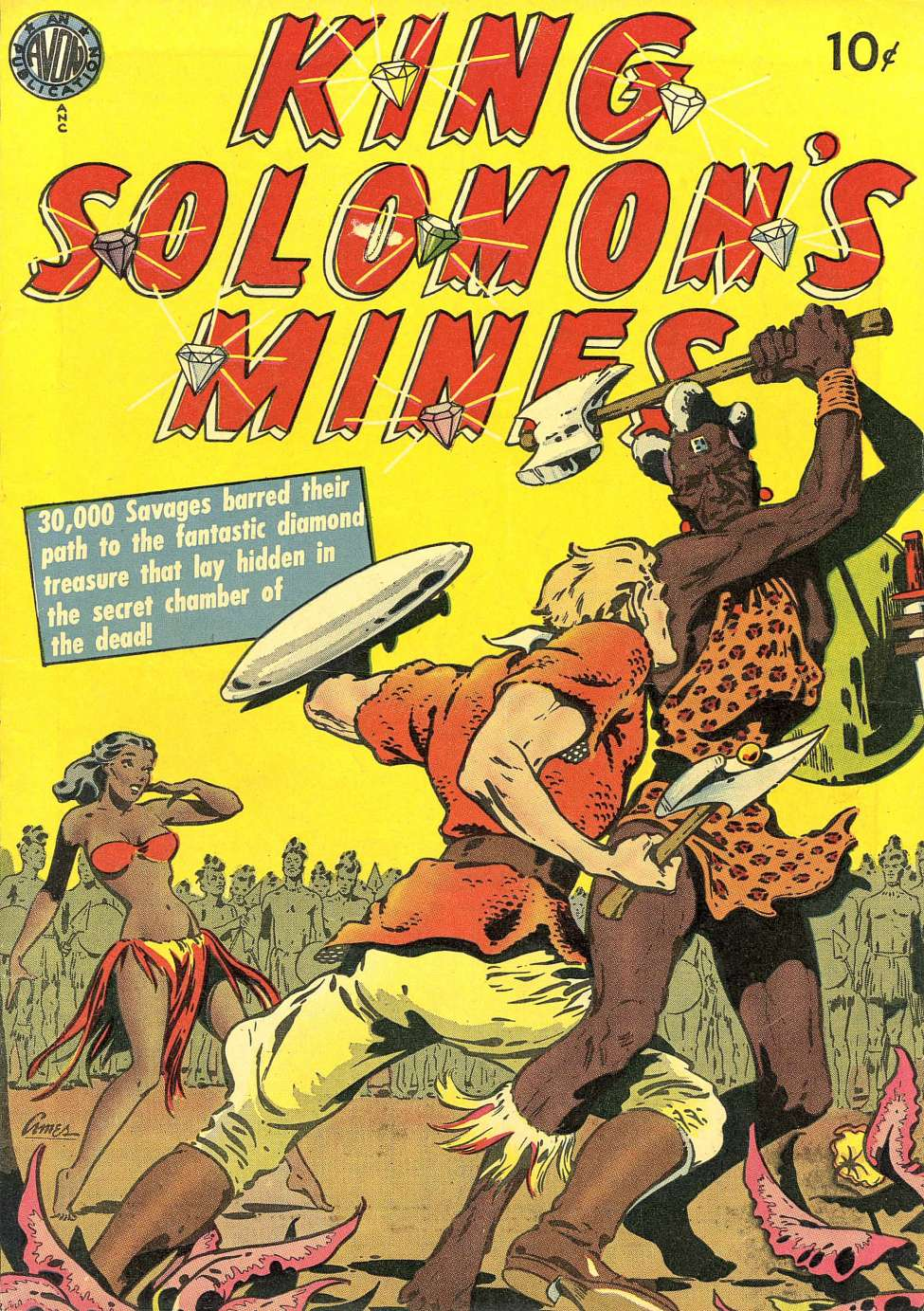
Portada de una adaptación de 1951 a la historieta, obra de Lee Ames..

- Las minas del rey Salomón (1950), producción americana. Dirección Compton Bennett y Andrew Marton, Producción Sam Zimbalist, con Stewart Granger y Deborah Kerr, ganó Óscars al mejor montaje y mejor fotografía, y fue nominada como mejor película.
- Las minas del rey Salomón (1985), producción americana. Dirección J. Lee Thompson. Guion Gene Quintano & James R. Silke con Richard Chamberlain, Sharon Stone, Herbert Lom.[2]
- Las minas del rey Salomón (2004), dirigida por Steve Boyum, con Patrick Swayze y Alison Doody.

### Cómics
- En 1951, Avon Periodicals publicó una adaptación de un cómic, obra de Lee Ames [4]
- En 1952, se publicó una adaptación cómica en Classics Illustrated # 97, con guion de Kenneth W. Fitch y dibujos de H. C. Kiefer.[5]
- En 1954, el artista de cómics británico Dudley D. Watkins adaptó la historia a una serie de cómics de texto.[6]

### Televisión
- En 2002, National Geographic Television realizó un documental en colaboración con Channel 4 en el Reino Unido: The Search for King Solomon's Mines.
- En 2004 se creó una miniserie de televisión: King Solomon's Mines.

### Radio
- Kenneth Colley interpretó a Allan Quatermain en una adaptación de BBC Radio 4 de 1990.[7]
- Una adaptación de BBC Radio 4 en dos partes se transmitió en abril de 2017 protagonizada por Tim McInnerny como Allan Quatermain.[8]
- "King Solomon's Mines" fue el sexto episodio de The General Mills Radio Adventure Theatre, transmitido el 20 de febrero de 1977.[9]